# 里奧格蘭德城 (德克薩斯州)
里奧格蘭德城（英語：Rio Grande City）是一個位於美國德克薩斯州斯塔爾縣的城市。根據2010年美國人口普查，該地共人口13834人，而該地的面積約為30.00平方千米。同時該地也是斯塔爾縣的縣治。

## 地理
里奧格蘭德城的座標為26°22′50″N 98°49′06″W / 26.38056°N 98.81833°W，而該地的平均海拔高度為53米（即174英尺）。